# Cesare Trebeschi
Cesare Trebeschi (Brescia, 21 agosto 1925 – Brescia, 10 aprile 2020) è stato un politico, avvocato e saggista italiano, sindaco di Brescia dal 1975 al 1985.

## Biografia
Nacque a Brescia il 21 agosto 1925 da Andrea Trebeschi, un avvocato che fu un esponente del movimento politico giovanile dei cattolici nel periodo successivo alla prima guerra mondiale. Andrea fu redattore de «La Fionda», dove collaborò con Giovanni Battista Montini, e fu avversario del PNF, a causa del quale fu arrestato nel gennaio 1944. Deportato a Dachau, poi trasferito a Mauthausen, morì a Gusen il 24 gennaio 1945.
Cesare fu staffetta dei partigiani delle Fiamme Verdi nel secondo conflitto mondiale. In seguito militò nelle giovanili della Democrazia Cristiana ed entrò nel consiglio comunale di Cellatica a seguito dei risultati delle elezioni del 1951 e fu subito eletto Sindaco. Nel 1960, lasciò questa carica ed entrò nel consiglio provinciale di Brescia. Fu assessore provinciale all'Agricoltura dal 1961 al 1964: in tal ruolo promosse la nascita dei «Centri di Assistenza Tecnico Agricola» (CATA), che avevano l'obiettivo di ammodernare l'agricoltura bresciana, specie nei territori montani. Tra il 1971 e il 1975 fu presidente dell'ASM Brescia.
Il 28 maggio 1974 nella strage di piazza Loggia perse il cugino Alberto e la moglie di costui, Clementina Calzari. Dopo le elezioni comunali del 1975, fu eletto sindaco di Brescia dal consiglio, succedendo a Bruno Boni che era stato elevato alla Presidenza della provincia nello stesso anno. La sua giunta fu contraddistinta da un'apertura al dialogo con le opposizioni che culminarono, nel 1977, all'incontro dell'intero consiglio comunale, compresi i componenti del Partito Comunista Italiano, con papa Paolo VI, amico del padre. Ricoprì la carica sindacale fino al 1985. Sotto la sua amministrazione fu realizzata la prima pianificazione urbanistica della città comprendente quello che sarebbe diventato il quartiere di San Polo nuovo. Nel 1977, la sua Giunta riorganizzò gli organismi di rappresentanza di prossimità in nove circoscrizioni, recependo la legge 278/1976, mentre nel 1983 portò a compimento il processo di realizzazione dell'Università degli Studi di Brescia. Soppresse il «Museo Cristiano», ubicato nel Monastero di Santa Giulia, per avviare i lavori di restauro di quest'ultimo che portò nel 1998, sotto l'amministrazione Martinazzoli, all'apertura del Museo della Città. La sua amministrazione fu anche la prima in Italia che affidò, tramite convenzione, la manutenzione del verde pubblico della città a cooperative sociali, dando lavoro a persone con problemi di salute mentale, dipendenza ed ex carcerati: anticipando in questo modo quanto previsto dalla Legge 381/91. Dopo l'esperienza cittadina, lasciò la politica, per tornare all'attività legale, nello studio ereditato dal padre. Non mancò di partecipare al dibattito politico cittadino e divenne presidente dell'Ateneo di Brescia dal 1995 al 2000.
Nel 2018 fu insignito dal sindaco di Brescia Emilio Del Bono del premio Grosso d'Oro per quanto compiuto nella Resistenza, nell'amministrazione della città e nell’associazionismo cattolico.
Morì il 10 aprile 2020 alla clinica San Camillo, dove si trovava ricoverato per COVID-19. Sette mesi dopo, il 10 novembre, il suo nome fu aggiunto nel Famedio del Cimitero Vantiniano assieme a quello di altri sindaci deceduti della città di Brescia, eletti nel secondo dopoguerra.

## Opere
- "Primi appunti per uno studio sulla disciplina dei consorzi per i bacini imbriferi montani", Milano, Giuffré, 1959.
- "Città e campagna nel piano regolatore" in «Il Bruttanome», n. 3/4, 1962.
- "Le idrovie come elemento complementare alla navigazione marittima" in «Atti del Convegno nazionale e internazionale di navigazione interna di Mantova 28-30 novembre 1963», Mantova, 1963.
- "Il lavoro in agricoltura", Brescia, Paideia, 1968.
- "La giustizia arbitrale nel lavoro agricolo e nelle campagne, con particolare riguardo a quelle bresciane", Brescia, Publistud, 1975.
- "Presentazione del Paratico dei consadori e crivellatori da Biave, 1649" in «Atti del convegno su Camillo Tarello e la storia dell'agricoltura bresciana al tempo della Repubblica veneta, Lonato, Casa del podestà, 29-30 settembre 1979», Brescia, Geroldi, 1980.
- "Primi appunti per un profilo dell'Associazione degli studenti bresciani Alessandro Manzoni" in «Cultura, scuola e società nel cattolicesimo lombardo del primo Novecento: atti del convegno di studio, Brescia, 24-25 novembre 1979», Brescia, CEDOC, 1981.
- "Valerio Giacomini" in «Commentari dell'Ateneo di Brescia per l'anno 1982», Brescia, Geroldi, 1982.
- "Stefano Bazoli" (con altri), Brescia, CEDOC, 1982.
- "Mattutino di un sindaco", Brescia, La Scuola, 1985.
- "Giuseppe Almici" (con altri), Brescia, CEDOC, 1986.
- "Giacomo Mazzoli" (con altri), Breno, Fondazione Giacomo Mazzoli, 1987.
- "Albertano da Brescia", in "Uomini di Brescia" (a cura di) Fausto Balestrini, Brescia, Giornale di Brescia, 1987.
- "Apologia del mugugno", Brescia, La Scuola, 1988.
- "Magnificat per un popolo libero" in "Giacomo Vender", Brescia, CEDOC, 1989.
- "Piazza Loggia 17 anni dopo" in «Città & dintorni: le ragioni e le cose della politica», maggio-giugno 1991.
- "Brescia e il suo territorio" in «Città & dintorni: le ragioni e le cose della politica», maggio-giugno 1997.
- "Ricordo di Davide Cancarini" (con altri), Brescia, CEDOC, 1997.
- "Francesco Loda: uomo e politico" (con altri), Salò, Bortolotti, 1998.
- "Bruno Boni, il sindaco" in «Città & dintorni: le ragioni e le cose della politica», maggio 1999.
- "Monsignor Daffini e la sua mamma" in "Monsignor Daffini" (a cura di) Luca Ghisleri, Brescia, CEDOC/Morcelliana, 1999.
- "Per un ricordo di Lodovico Montini" in "Lodovico Montini al servizio della Chiesa e dello Stato: commemorazione nel decimo anniversario della morte. Vecchia Poliambulanza, Brescia, 12 febbraio 2000" (a cura di Giuseppe Camadini), Brescia, CEDOC, 2000.
- "Un vescovo montiniano: appunti per un ricordo di p. Carlo Manziana d.O" in «Commentari dell'Ateneo di Brescia per l'anno 2000», Brescia, Geroldi, 2000.
- "Gianni Savoldi: uomo delle istituzioni, testimone tenace del riformismo socialista" (con altri), Brescia, Municipio di Brescia, 2001.
- "Appunti per un saluto a Luigi Levi Sandri" in «Commentari dell'Ateneo di Brescia per l'anno 2002», Brescia, Geroldi, 2002.
- "Venti di Solidarietà: appunti per una testimonianza" in «Città & dintorni: le ragioni e le cose della politica», settembre-dicembre 2003.
- "Il primo incontro: lettere ai nipoti", Brescia, La quadra, 2003.
- "L'amministrazione locale nel ventesimo secolo ed in particolare nel dopoguerra" in "Cantachiaro bresciano: dai giovani di ieri ai giovani di oggi" (a cura di) Urbano Gerola e Maria Moiraghi Sueri, Brescia, Fondazione Civiltà Bresciana, 2004.
- "Storia e leggenda del buon ladrone patrono degli avvocati: raccontata dal cattivo ladrone e da altri personaggi che incontreremo cammin facendo, accuratamente rivista dall'arcangelo Michele", Brescia, La quadra, 2004.
- "Dopo il cinquantenario di Piero Calamandrei, divagazioni su qualche sua pagina bresciana", Brescia, Geroldi, 2007.
- "Una poco conosciuta eredità di Guadagnini e la lezione di Antigone sulle società di antichi originari di Valcamonica" in "Convegno di studio su don Giambattista Guadagnini (1723-1807). Cividate Camuno, 21 ottobre 2006. Atti", Breno, Fondazione Camunitas, 2012.

### Curatore
- Giovan Battista Montini, "Lettere a un giovane amico: carteggio di G. Battista Montini con Andrea Trebeschi, 1914-1923", Brescia, Queriniana, 1978.
- Giovan Battista Montini, "Scritti giovanili", Brescia, Queriniana, 1979.